# Russula abietum
Russula abietum är en svampart som först beskrevs av J. Blum, och fick sitt nu gällande namn av Marcel Bon 1983. Russula abietum ingår i släktet kremlor och familjen kremlor och riskor.   Inga underarter finns listade i Catalogue of Life.